# دانیل آلفردسون
دانیل آلفردسون (انگلیسی: Daniel Alfredsson؛ زادهٔ ۱۱ دسامبر ۱۹۷۲) بازیکن هاکی روی یخ اهل سوئد بود.